# آلومینیوم ام‌جی‌اس

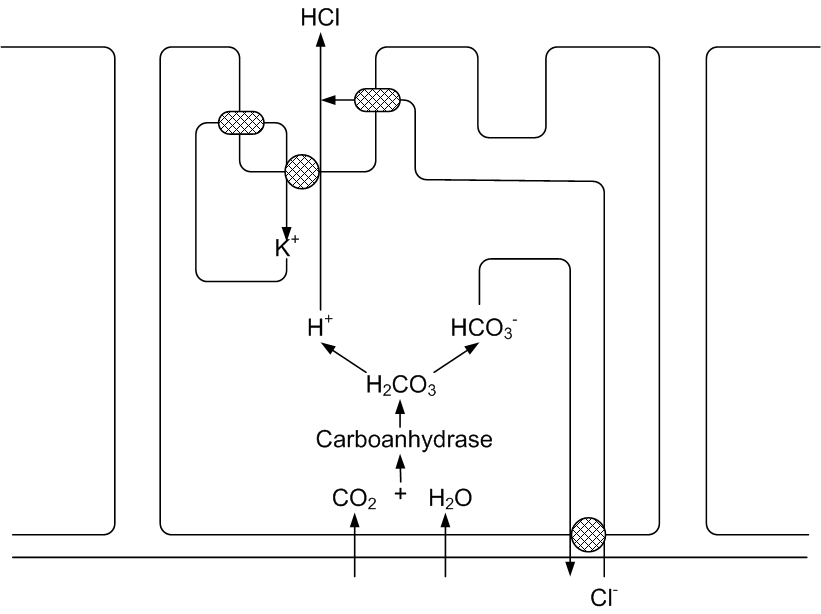
عالی و ه

آلومینیوم ام جی اس (به انگلیسی: Aluminium Mg S)
رده درمانی: آنتی اسید
اشکال دارویی: قرص و شربت

## موارد مصرف
درمان اولسر پپتیک، ریفلاکس، زخم دوازدهه و سوءهاضمه

## مکانیسم اثر و شرایط نگهداری
آلومینیوم ام جی اس حاوی هیدروکسید آلومینیم، هیدروکسید منیزیوم و سایمتیکون است. دارو دور از نور در جای خشک و خنک و در دمای معمولی نگهداری شود.

## عوارض جانبی
این ترکیب برخی از عوارض هریک از ترکیباتش به تنهایی را دارد ولی با توجه به اینکه هیدروکسید منیزیوم موجب اسهال میشود و هیدروکسید آلومینیم موجب یبوست در این دارو اثر هر دو بر هم خنثی میشود.مصرف همزمان این دارو با رانیتدین،امپرازول،بیزاکودیل باعث اسهال و سردرد میشود